# جین کمپیون
الیزابت جین کمپیون (انگلیسی: Elizabeth Jane Campion، زاده ۳۰ آوریل ۱۹۵۴) فیلم‌نامه‌نویس، کارگردان و تهیه‌کننده نیوزیلندی است. او نخستین زن فیلم‌ساز برنده جایزه اصلی جشنواره فیلم کن است و یکی از پنج زنی است که همراه با سوفیا کوپولا، لینا ورتمولر و کاترین بیگلو و گرتا گرویگ و کلوئی ژائو نامزد اسکار بهترین کارگردانی شده‌است. او برای فیلم پیانو برنده اسکار بهترین فیلمنامه اورجینال شده‌است. همچنین او در هفتاد و هشتمین دوره جشنواره فیلم ونیز، برنده شیر نقره‌ای بهترین کارگردانی برای فیلم قدرت سگ شد.

## حرفه
کمپیون سال ۱۹۹۰ نیز با فیلم «فرشته‌ای سر میز من» جایزه بزرگ هیئت داوران جشنواره ونیز را برد. «تصویری از یک بانو» ۱۹۹۶ و «دود مقدس» ۱۹۹۹ و از دیگر ساخته‌های اوست.
او در جشنواره فیلم کن ۲۰۱۳، رئیس هیئت داوران بخش سینه فونداسیون بود.

## زندگی شخصی
در سال ۱۹۹۲ او با کلین دیوید انگلرت یک استرالیایی که در فیلم پیانو به عنوان کارگردان دوم با او همکاری کرده‌بود، ازدواج کرد. اولین فرزند آن‌ها پسری به نام گسپر بود که در سال ۱۹۹۳ متولد شد و تنها ۱۲ روز زندگی کرد.
فرزند دوم آن‌ها دختری به نام آلیس انگلرت است که در سال ۱۹۹۴ متولد شد؛ او یک بازیگر است. این زوج در سال ۲۰۱۱ از یک‌دیگر جدا شدند.

## جوایز
جین کمپیون سال ۱۹۹۳ با فیلم پیانو نخل طلای کن را برد و برای این فیلم نامزد اسکار بهترین کارگردان شد و اسکار بهترین فیلمنامه غیراقتباسی را از آن خود کرد.
او در هفتاد و هشتمین دوره جشنواره بین‌المللی فیلم ونیز (۲۰۲۱)، برای فیلم قدرت سگ برنده شیر نقره‌ای بهترین کارگردانی شد.
وی در هفتاد و نهمین مراسم گلدن گلوب برای فیلم قدرت سگ برنده جایزه بهترین کارگردانی شد.
او برای همین فیلم نیز در هفتاد و پنجمین دوره جوایز بفتا برنده  جایزه بهترین کارگردانی شد.
همچنین او برای فیلم قدرت سگ در نود و چهارمین دوره جوایز اسکار برنده جایزه بهترین کارگردان شد، که او را به اولین زن فیلمسازی در تاریخ تبدیل کرد ، که دو بار نامزد دریافت جایزه اسکار بهترین کارگردانی می شود و سومین زن فیلمسازی که برندهٔ اسکار کارگردانی می شود.

## فیلم‌شناسی
| سال  | نام فیلم                      | سمت      | سمت     | سمت       | یادداشت‌ها                                                           |
| سال  | نام فیلم                      | کارگردان | نویسنده | تهیه‌کننده | یادداشت‌ها                                                           |
| ---- | ----------------------------- | -------- | ------- | --------- | ------------------------------------------------------------------- |
| ۱۹۸۰ | بافت‌ها                        | آری      | آری     |           | فیلم کوتاه                                                          |
| ۱۹۸۱ | مصائب اغواگری و تسخیر         | آری      | آری     |           | فیلم کوتاه                                                          |
| ۱۹۸۲ | پوست کندن: تمرین انضباط       | آری      | آری     |           | فیلم کوتاه                                                          |
| ۱۹۸۳ | لحظه‌های بی‌احساس               | آری      | آری     | آری       | فیلم کوتاه                                                          |
| ۱۹۸۴ | یک داستان شخصی از یک دختر     | آری      | آری     |           | فیلم کوتاه                                                          |
| ۱۹۸۴ | ساعت تعطیلی                   | آری      | آری     |           | فیلم کوتاه                                                          |
| ۱۹۸۶ | دو دوست                       | آری      |         |           | تله‌فیلم                                                             |
| ۱۹۸۹ | دلبند                         | آری      | آری     |           | فیلمنامه مشترک با جرارد لی                                          |
| ۱۹۹۰ | فرشته‌ای سر میز من             | آری      |         |           |                                                                     |
| ۱۹۹۳ | پیانو                         | آری      | آری     |           |                                                                     |
| ۱۹۹۶ | پرتره یک بانو                 | آری      |         |           |                                                                     |
| ۱۹۹۹ | دود مقدس!                     | آری      | آری     |           | فیلمنامه مشترک با آنا کمپیون                                        |
| ۱۹۹۹ | میوه نرم                      |          |         | آری       |                                                                     |
| ۲۰۰۳ | در برش                        | آری      | آری     |           | فیلمنامه مشترک با سوزانا مور                                        |
| ۲۰۰۶ | خاطرات آب                     | آری      | آری     |           | فیلم کوتاه                                                          |
| ۲۰۰۶ | آدم‌ربایی: داستان مگومی یوکوتا |          |         | آری       | فیلم مستند                                                          |
| ۲۰۰۷ | کفشدوزک                       | آری      | آری     |           | فیلم کوتاه. بخشی از هر کس سینمای خودش                               |
| ۲۰۰۹ | ستاره فروزان                  | آری      | آری     |           |                                                                     |
| ۲۰۱۲ | خودش هستم                     |          |         | آری       | فیلم کوتاه                                                          |
| ۲۰۱۳ | بالای دریاچه                  | آری      | آری     | آری       | مینی‌سریال کارگردانی مشترک با گارث دیویس فیلمنامه مشترک با جرارد لی  |
| ۲۰۱۶ | خوشبختی خانواده               |          |         | آری       | فیلم کوتاه                                                          |
| ۲۰۱۷ | آنها                          |          |         | آری       |                                                                     |
| ۲۰۱۷ | بالای دریاچه: دختر چینی       | آری      | آری     | آری       | مینی‌سریال کارگردانی مشترک با آریل کلایمن فیلمنامه مشترک با جرارد لی |
| ۲۰۲۱ | قدرت سگ                       | آری      | آری     | آری       |                                                                     |